# Ерыгин, Сергей Александрович
Ерыгин Сергей Александрович (род. 25 июня 1958 года, Алтайский край) — российский военачальник, генерал-полковник (10.06.2017).

## Биография
В Вооружённых Силах СССР с 1975 года, член КПСС. Окончил Омское высшее танковое командное училище имени Маршала Советского Союза П. К. Кошевого в 1979 году, Военную академию бронетанковых войск имени Маршала Советского Союза П. К. Кошевого, Военную академию Генерального штаба Вооружённых сил Российской Федерации.
С 1979 по 1994 годы служил на различных должностях инженерно-технического состава в Советской Армии и в Российской армии. Участвовал в боевых действиях в Демократической Республике Афганистан в составе Ограниченного контингента советских войск.
С 1994 года служил во Внутренних войсках МВД России: начальник бронетанковой службы, начальник штаба вооружения, заместитель командующего войсками по вооружению в Московском и Сибирском округах Внутренних войск МВД России.
С 2005 года — начальник штаба вооружения — заместитель начальника вооружения Внутренних войск МВД России. С 9 марта 2011 года — заместитель главнокомандующего внутренними войсками МВД России по вооружению — начальник вооружения. Генерал-лейтенант (2012). В 2014 году достиг предельного возраста пребывания на военной службе в звании генерал-лейтенанта, но распоряжением Президента России с ним был заключен контракт о дальнейшем прохождении службы
С 30 июня 2016 года, после преобразования внутренних войск в Росгвардию был переведён туда же, а вскоре получил новое назначение с повышением — заместитель директора Федеральной службы войск национальной гвардии Российской Федерации — главнокомандующего войсками национальной гвардии Российской Федерации.
Воинское звание генерал-полковник присвоено Указом Президента России № 258 от 10 июня 2017 года.

## Награды
- орден Почёта
- орден «За службу Родине в Вооружённых Силах СССР» III степени
- медаль ордена «За заслуги перед Отечеством» II степени
- медаль Суворова
- другие медали